# To Play the King
To Play the King is een miniserie uit 1993 en het tweede deel van de trilogie House of Cards. Het eerste deel is House of Cards uit 1990, en het derde deel is The Final Cut uit 1995. De serie is gebaseerd op de gelijknamige roman van Michael Dobbs uit 1993 en werd bewerkt voor televisie door Andrew Davies. De serie gaat over het conflict tussen de minister-president van Groot-Brittannië Francis Urquhart en de nieuwe koning. De naam van de koning wordt nooit vermeld. Michael Kitchen speelt de rol met een accent dat enigszins aan Charles III doet denken.

## Samenvatting
Francis Urquhart is reeds enkele jaren premier van het Verenigd Koninkrijk en voert een uitgesproken rechts beleid; hij doet het relatief goed in de opiniepeilingen, maar zijn aanhang slinkt. De koningin is gestorven en haar zoon is de nieuwe koning geworden. Tijdens de eerste ontmoeting tussen staatshoofd en premier blijkt algauw dat de koning een actievere rol in het maatschappelijke debat wil gaan spelen. Urquhart is relatief stabiel, doch hij wordt geregeld geplaagd door flashbacks van Mattie Storin, de journaliste met wie hij een affaire had en die hij aan het eind van House of Cards van het dak van het parlement had geduwd. Hij weet niet dat Mattie al haar gesprekken op cassette opnam en dat er zodoende een bandje bestaat waarop hij de moord op minister Roger O’Neill bekent, vlak voordat hij Mattie vermoordt. Dit cassettebandje werd door iemand meegenomen.
Prinses Charlotte is het zwarte schaap van de koninklijke familie; zij is gescheiden en kent alle smeuïge details uit de entourage van het hof. Sir Bruce Bullerby is hoofdredacteur van de roddelkrant The Clarion en wordt met de prinses in contact gebracht door Tim Stamper, de oudste vertrouweling van Urquhart, die thans de functie van chief whip bekleedt. Sir Bruce schrijft een biografie van de prinses en heeft ook seks met haar.
Om het tij te keren, is Urquhart op zoek naar een expert in het manipuleren van de publieke opinie. Sarah Harding is de geschikte persoon: zij wordt zijn persverantwoordelijke en net zoals destijds met Mattie wordt hun persoonlijke relatie seksueel van aard. De koning stelt zich steeds eigenzinniger op en leest een toespraak voor waarin hij de regering lijkt te bekritiseren. Urquhart zoekt naar manieren om de monarch te beschadigen. De persverantwoordelijke van Buckingham Palace, David Mycroft, is net van zijn vrouw gescheiden en ontdekt dat hij homoseksueel is; zijn nieuwe vriend neemt hem mee naar een homobar waar minister Stainer met een jonge knaap aanwezig is: dit kan eventueel gebruikt worden om het hof te compromitteren zodra aan het licht komt dat minister Stainer seks met minderjarigen heeft.
Urquhart organiseert een feest in Chequers en kondigt nieuwe verkiezingen aan om zijn machtsbasis te consolideren. Hij benoemt Stamper tot partijleider, met de opdracht de negatieve trend in de opiniepeilingen te doorbreken. Stamper is ietwat teleurgesteld, daar hij op een ministerpost had gehoopt. De ontmoetingen tussen Urquhart en de koning worden steeds vijandiger, en wanneer de vorst een televisie-uitzending maakt waarin hij voor sociale rechtvaardigheid pleit en aandacht voor het lot van werklozen en daklozen vraagt, ontstaat een grondwettelijke crisis: de koning moet boven de regering staan en hoort zich niet in de partijpolitiek te mengen. Urquhart is vastberaden de koning om zeep te helpen. Tijdens een informeel etentje in Chelsea, waarop de koning leden van alle partijen heeft uitgenodigd, vindt een bomaanslag plaats, die zogenaamd door een tak van het Iers Republikeins Leger wordt uitgevoerd. Urquhart chanteert Sir Bruce van The Clarion met foto's waarop hij seks met prinses Charlotte heeft en dwingt hem zijn boek te publiceren met pikante details over het seksleven van de koninklijke familie.
Harding wil meer te weten komen over Mattie Storin en komt dier oud-collega John Krajewski op het spoor, die op de dool is geraakt. Hij vertelt haar dat Urquhart zowel Mattie als Roger O'Neill heeft vermoord. Enkele dagen later wordt hij dood aangetroffen. Stamper blijkt het bandje met de moord op Mattie Storin in zijn bezit te hebben en laat het aan Harding horen. Hij bezorgt haar een kopie om zichzelf in te dekken ingeval iets met hem gebeurt. 
In de tussentijd doet zich een ontploffing in een verwaarloosd flatgebouw voor, en de koning grijpt de gelegenheid aan om met de slachtoffers te spreken. Harding adviseert Urquhart, op de stellingnamen van de koning inzake jeugdwerkloosheid in te spelen: 'medelijden' (compassionate conservatism) is thans het modewoord. De explosie blijkt echter een ongeval te zijn, veroorzaakt door een bewoner die zijn gasmeter had trachten te omzeilen. Tijdens een debat in het House of Commons kondigt Urquhart de herinvoering van de dienstplicht aan: dit is volgens hem de beste manier om jonge werklozen weerbaarheid en discipline bij te brengen.
De koning besluit een rondreis door het land te maken om naar de problemen van de gewone mensen te luisteren. Mycroft, zijn persverantwoordelijke, neemt ontslag. In Manchester wordt de koning in een hinderlaag gelokt; elitesoldaten bestormen de straat en brengen hem in veiligheid. Triomfantelijk verklaart de premier dat hij de tocht van de koning in het geheim door het leger had lagen volgen.
Stampers gesprekken met Sarah Harding werden afgeluisterd. Wanneer Stamper besluit het cassettebandje openbaar te maken, wordt zowel hij als Sarah door een autobom gedood. Urquhart wint de verkiezingen. Hij trekt naar Buckingham Palace en legt de koning uit dat diens positie, als openlijke vijand van zijn eigen premier, onhoudbaar is geworden. De koning protesteert dat Urquhart de monarchie wil vernietigen, maar Urquhart noemt zulks een misvatting: „Ik wil de monarchie helemaal niet vernietigen, alleen u.” De koning wordt tot aftreden gedwongen.

## Rolverdeling
| Acteur           | Personage          |
| ---------------- | ------------------ |
| Ian Richardson   | Francis Urquhart   |
| Michael Kitchen  | De koning          |
| Kitty Aldridge   | Sarah Harding      |
| Colin Jeavons    | Tim Stamper        |
| Nicholas Farrell | David Mycroft      |
| Diane Fletcher   | Elizabeth Urquhart |
| Colin Jeavons    | Tim Stamper        |
| David Ryall      | Sir Bruce Bullerby |
| Bernice Stegers  | Prinses Charlotte  |
| Anthony Smee     | John Staines       |